# Кашел (тауншип, Миннесота)
Кашел (англ. Cashel) — тауншип в округе Суифт, Миннесота, США. На 2000 год его население составило 143 человека.

## География
По данным Бюро переписи населения США площадь тауншипа составляет 93,1 км², из которых 93,1 км² занимает суша, водоёмов нет.

## Демография
По данным переписи населения 2000 года здесь находились 143 человека, 54 домохозяйства и 44 семьи. Плотность населения —  1,5 чел./км². На территории тауншипа расположена 61 постройка со средней плотностью 0,7 построек на один квадратный километр. Расовый состав населения: 100,00 % белых. Испанцы или латиноамериканцы любой расы составляли 1,40 % от популяции тауншипа.
Из 54 домохозяйств в 33,3 % воспитывались дети до 18 лет, в 75,9 % проживали супружеские пары, в 5,6 % проживали незамужние женщины и в 16,7 % домохозяйств проживали несемейные люди. 16,7 % домохозяйств состояли из одного человека, при том 3,7 % из — одиноких пожилых людей старше 65 лет. Средний размер домохозяйства — 2,65, а семьи — 2,98 человека.
28,0 % населения — младше 18 лет, 3,5 % — в возрасте от 18 до 24 лет, 28,7 % — от 25 до 44, 18,2 % — от 45 до 64, и 21,7 % — старше 65 лет. Средний возраст — 41 год. На каждые 100 женщин приходилось 134,4 мужчин. На каждые 100 женщин старше 18 приходилось 123,9 мужчин.
Средний годовой доход домохозяйства составлял 46 250 долларов, а средний годовой доход семьи —  48 333 доллара. Средний доход мужчин —  22 361  доллар, в то время как у женщин — 21 250. Доход на душу населения составил 23 303 доллара. За чертой бедности находились 11,5 % семей и 11,4 % всего населения тауншипа, из которых 25,7 % младше 18 лет.